# Corneliu Vadim Tudor
Corneliu Vadim Tudor (n. 28 noiembrie 1949, București, România – d. 14 septembrie 2015, București, România) a fost un politician, publicist și scriitor român, care a deținut funcțiile de senator și europarlamentar.
A fondat Partidul România Mare (PRM). În anul 2000, s-a plasat pe locul 2 în primul tur al alegerilor prezidențiale și a fost învins în al doilea tur de Ion Iliescu.
A fost discipolul scriitorului Eugen Barbu.

## Biografie

### Copilărie și studii
Corneliu Vadim Tudor s-a născut pe 28 noiembrie 1949 în cartierul Rahova din București, capitala Republicii Populare Române, fiul lui Ilie, croitor și, al Eugeniei, ultimul dintre cei cinci copii ai familiei. 
În 1967 a absolivit Colegiul Național „Sfântul Sava” din București și, în 1971 a absolvit Facultatea de Filosofie a Universității din București, cu o teză despre sociologia religiei. În 1975 a satisfăcut serviciul militar și a absolvit școala de ofițeri, cu gradul de sublocotenent. Din 1972 a activat în presă. Între 1978–1979, cu o bursă Herder – care fusese acordată magistrului său, scriitorul Eugen Barbu – a studiat  istoria la Viena.

### Activitate politică

#### Președinte al Partidului România Mare
Tudor a fondat Partidul România Mare (PMR), care a intrat în Parlamentul României la alegerile din 1992 și, publicațiile afiliate, România Mare și Tricolorul. De-a lungul existenței sale, PRM s-a aflat în opoziție, cu excepția perioadei 1992–1996, când a susținut guvernul PDSR condus de Nicolae Văcăroiu, făcând parte din așa-numita Pentagonală roșie.
A fost senator de București în Parlamentul României în perioada 1992–2008, ales cu o majoritate de voturi. În legislatura 2004–2008, Tudor a inițiat 33 de propuneri legislative și 9 moțiuni.
A fost inițiatorul și finanțatorul programului umanitar săptămânal, „Cina Creștină”, dedicat oamenilor săraci și în vârstă. A oferit sprijin financiar unui mare număr de biserici, școli, muzee, situri arheologice, și a oferit premii și donații unui important număr de copii și studenți. A fost un bine cunoscut iubitor și protector al animalelor.
Mineriada din ianuarie 1999 a fost susținută în mod public de către Partidul România Mare (PRM), iar liderul acestuia, Tudor, i-a invitat pe mineri în București, pentru a ocupa Palatul Parlamentului și pentru a demite guvernul. Vicepreședintele PRM și liderul minerilor, Miron Cozma, se afla în permanentă legătură cu liderii PRM din București, care pregăteau capitala pentru sosirea minerilor. Conform unui raport SRI, PRM a inițiat contacte cu Partidul Comunist Chinez înainte de mineriadă, chinezii promițând sprijin financiar pentru Tudor, dacă ia puterea în România. Unele surse susțin că mineriada a fost sprijinită și de către Rusia. Mineriada din ianuarie 1999 a fost descrisă în presa românească drept tentativă de lovitură de stat.
Pe 15 iunie 2013, a avut loc o ședință extraordinară, ilegală, a Consiliului Național, la care au participat reprezentanții din 24 de organizații județene ale PRM. Atunci s-a decis revocarea lui Tudor și a conducerii PRM, cu 116 voturi "pentru" și 9 "împotrivă". Astfel, pe 15 iunie 2013, Tudor a fost revocat din funcția de președinte al PRM. Pe 27 iulie a acelui an, Tudor, fondatorul partidului și cel care afirma despre el însuși: „Singurul președinte al PRM sunt eu”, a fost exclus din PRM.
Magistrații Tribunalului București au decis însă ca europarlamentarul Tudor să fie repus în funcția de președinte al Partidului România Mare după ce fusese exclus din partid și înlocuit cu Gheorghe Funar, la așa zisul Consiliu Național, constatând ilegalitatea lui.

#### Candidat la președinția României
A candidat la alegerile prezidențiale din 1996, clasându-se pe locul 5 din 16 candidați. La alegerile prezidențiale din 2000 a ajuns în turul doi, unde a obținut 33,17% din voturi. În 2004, a candidat la președinția României și a obținut 12,57% din voturi. La alegerile prezidențiale din 6 noiembrie 2009, lista PRM pe care a candidat a obținut votul a numai 540.380 români, adică 5,56% dintre votanți.
În 2014, Tudor și-a depus candidatura pentru alegerile prezidențiale din 2 noiembrie. Conform rezultatelor finale ale alegerilor din noiembrie 2014, Tudor a obținut în primul tur de scrutin (organizat în ziua de duminică, 2 noiembrie 2014) un număr de 349.416 voturi din numărul total de 9.723.232, situându-se pe locul 7 din 14 și cumulând circa 3,7% din toate voturile exprimate și validate.

#### Membru în Parlamentul European
Pe 7 iunie 2009 a fost ales în Parlamentul European pe lista Partidului România Mare. În nouă luni până în martie 2010 a participat la 15 din 37 de ședințe în plen – prezență de 40,5 %. Prin aceasta a contribuit la plasarea României pe ultimul loc între națiunile reprezentate în Parlamentul European, România având o prezență de 84,5 %.

### Decesul
Tudor a murit pe 14 septembrie 2015, în Centrul Clinic de Urgență de Boli Cardiovasculare al Armatei, unde a fost transportat după ce i se făcuse rău. Starea lui s-a agravat după internare: se pare că a suferit un infarct miocardic și decesul a fost înregistrat la ora 18:30, potrivit agenției Mediafax.

## Publicist
A înființat revistele România Mare, în care a continuat politica revistei scriitorului Eugen Barbu, Săptămîna (culturală a capitalei), considerată de mulți critici literari o oficină a Securității, prin care, în anii '70-'80, erau puse în circulație informații provenite din arhivele acestei instituții și erau utilizate pentru șantaj politic și pentru contracararea postului Radio Europa Liberă în cadrul proiectului zis Melița și eterul.
A publicat 14 volume de poezie și proză, unul din ele, intitulat „Saturnalii”, fiind interzis și retras de pe piață în 1984, scriitorul fiind interzis de două ori de regimul comunist. A fost autorul a patru scenarii pentru teatru radiofonic și a debutat pe scena spectacolelor de teatru la Teatrul Tănase, pe 5 decembrie 1989, cu comedia „Toată lumea se pricepe la fotbal”.
Tudor a fost dat în judecată de mai multe ori pentru insultă și calomnie, după publicarea pamfletelor apărute fie sub semnătura sa, fie sub pseudonimul Alcibiade, în revistele România Mare și Politica.

## Controverse
Poezia pamflet „În apărarea lui Eminescu”, scrisă la începutul anilor 1980, ca răspuns la un articol al rabinului Moses Rosen, care denunța revenirea antisemitismului în cultura română și făcea referire la unele poezii antisemite ale lui Mihai Eminescu. a trezit reacții în presa internațională prin publicațiile Washington Post și Paris Match. Adunate protestelor intelectualilor români, ele au dus la retragerea volumului antisemit Saturnalii.
În ultimii ani, Tudor a exclus mai mulți membri care doreau schimbarea doctrinei PRM, printre care: Corneliu Ciontu, Lia Olguța Vasilescu, Daniela Buruiană, Codrin Ștefănescu, Anghel Stanciu, Dorel Onaca, Dan-Claudiu Tănăsescu (revenit în PRM în 2009). Cea mai răsunătoare plecare a fost a lui Corneliu Ciontu, considerat unul dintre cei mai de încredere oameni ai liderului PRM. I-a fost atât de apropiat încât, în martie 2005, Tudor s-a retras de la șefia partidului și i-a predat-o lui Ciontu. Șefia acestuia a durat însă mai puțin de trei luni. În iunie 2005, Tudor a revenit la conducere, iar Ciontu a fost forțat să părăsească atât președinția, cât și partidul. Odată cu el au plecat vicepreședintele Anghel Stanciu și zece parlamentari. După plecarea lui Ciontu, Tudor spunea despre acesta, în comunicatul de presă prin care declara că l-a dat afară din partid, că este: „electrician pensionar și analfabet”, „care nu știe nicio limbă străină”, precum și ”fost activist PCR la sectorul 5”, „personaj mediocru pe care l-am instalat, provizoriu, în locul meu pentru că nu găsisem altul mai prost printre cei care îmi duceau servieta”.
În 2011, a fost acuzat de fals în declarații și evaziune fiscală, conform ziarului Cotidianul  și web situl Puterea.ro.

### Declarații rasiste
De-a lungul timpului, discursul său împotriva romilor a mers până foarte departe. Ziarul său, „România Mare”, a cerut la un moment dat exterminarea acestora, alături de „jidani și unguri”.
După crima săvârșită de Romulus Mailat în Italia, a declarat: „În ce privește scandalul asasinării soției unui amiral italian de către un țigan originar din județul Sibiu declar în mod răspicat: italienii au perfectă dreptate, așa ceva reprezintă o barbarie fără margini și ne face țăndări imaginea în lumea întreagă. Rog, totuși, să nu se utilizeze cuvântul „român”, fiindcă nemernicul nu e român, ci țigan!”.

### Amendă
Consiliul Național pentru Combaterea Discriminării l-a amendat pe Tudor cu 3000 de lei pentru că a numit-o „prostituată” în repetate rânduri pe fosta candidată la parlamentare Anca Cârcu. Pe 30 aprilie 2014, Tribunalul București a decis, ca acesta să-i plătească daune de 1.000 de lei și să publice sentința în două publicații: Tricolorul și România Mare. Fiica sa, Lidia (n.1990), a urmat de asemenea o carieră politică, fiind aleasă deputat în 2024 din partea Alianței pentru Unirea Românilor.

## Publicații
Vadim Tudor a publicat 38 de cărți, din care volume de poezie și publicistică, unele editate și în franceză, engleză și arabă, și a scris piese de teatru. A scris, împreună cu Sergiu Nicolaescu, scenariul filmului Triunghiul morții (1999), regizat de Nicolaescu.
- 1977: Poezii, Editura Eminescu
- 1977: Epistole vieneze, Ed. Eminescu
- 1979: Poeme de dragoste, ură și speranță, Ed. Eminescu
- 1981: Idealuri, Ed. Eminescu
- 1983: Saturnalii, Ed. Albatros
- 1983: Istorie și civilizație- Ed. Eminescu
- 1983: Mîndria de a fi români- Ed. sport-turism
- 1986: Miracole, Ed. Albatros,
- 1986: Carte românească de învățătură, Ed. Fundației România Mare
- 1990, 1991 și 1992: Jurnal de vacanță,
- 1996: Poems, Ed. Fundației România Mare & Editura Aggi, Torino
- 1998: Piesele de teatru radiofonic:
  - Colindul puiului de cerb, 1968,
  - Secerișul de iarnă, 1976
  - Domnul Tudor din Vladimiri, 1977
  - Adevărul la puterea I-a, 1977
  - Toată lumea știe fotbal (premieră în decembrie 1989 la teatrul Constantin Tănase)
- 2000: Pamflete cu sifon albastru
- 2004: 101 Poezii, Bijuterii
- 2007: Cartea de Aur
- 2008: Cîntece de dragoste
- 2010: Europa Creștină [31]
- 2010: Artificii [31]
- 2011: Cele mai frumoase aforisme
- 2015: Elegii pentru suflete nobile
- 2015: Pamflete explozive